# Campionati europei di canoa/kayak sprint 2007
I Campionati europei di canoa/kayak sprint 2007 sono stati la 19ª edizione della manifestazione. Si sono svolti a Pontevedra, in Spagna.

## Medagliere
| Pos.   | Paese       | Oro | Argento | Bronzo | Totale |
| ------ | ----------- | --- | ------- | ------ | ------ |
| 1      | Germania    | 8   | 4       | 3      | 15     |
| 2      | Ungheria    | 6   | 7       | 7      | 20     |
| 3      | Bielorussia | 4   | 4       | 1      | 9      |
| 4      | Slovacchia  | 2   | 1       | 0      | 3      |
| 5      | Lituania    | 2   | 0       | 0      | 2      |
| 6      | Russia      | 1   | 5       | 0      | 6      |
| 7      | Svezia      | 1   | 1       | 2      | 4      |
| 8      | Regno Unito | 1   | 1       | 0      | 2      |
| 9      | Serbia      | 1   | 0       | 1      | 2      |
| 10     | Norvegia    | 1   | 0       | 0      | 1      |
| 11     | Polonia     | 0   | 3       | 5      | 8      |
| 12     | Finlandia   | 0   | 1       | 1      | 2      |
| 13     | Ucraina     | 0   | 0       | 2      | 2      |
| 13     | Spagna      | 0   | 0       | 2      | 2      |
| 15     | Italia      | 0   | 0       | 1      | 1      |
| 15     | Romania     | 0   | 0       | 1      | 1      |
| 15     | Francia     | 0   | 0       | 1      | 1      |
| Totale | Totale      | 27  | 27      | 27     | 81     |

## Podi

### Uomini
| Evento    | Oro                                                                                              | Tempo    | Argento                                                                                       | Tempo    | Bronzo                                                                  | Tempo    |
| Canoa     |                                                                                                  |          |                                                                                               |          |                                                                         |          |
| C1 200 m  | Jevgenij Shuklin                                                                                 | 41"969   | Maksim Opalev                                                                                 | 42"092   | Jurij Čeban                                                             | 42"132   |
| C1 500 m  | Andreas Dittmer                                                                                  | 1'54"540 | Nikolai Lipkin                                                                                | 1'54"613 | David Cal                                                               | 1'55"733 |
| C1 1000 m | Attila Vajda                                                                                     | 4'04"429 | Maksim Opalev                                                                                 | 4'07"712 | David Cal                                                               | 4'08"676 |
| C2 200 m  | Lituania Raimundas Labuckas Tomas Gadeikis                                                       | 38"389   | Russia Ivan Shtyl Evgeny Ignatov                                                              | 38"690   | Germania Tomasz Wylenzek Christian Gille                                | 38"973   |
| C2 500 m  | Bielorussia Aljaksandr Bahdanovič Andrėj Bahdanovič                                              | 1'59"188 | Russia Sergej Ulegin Aleksandr Kostoglod                                                      | 1'59"818 | Ungheria György Kozmann György Kolonics                                 | 2'00"454 |
| C2 1000 m | Germania Tomasz Wylenzek Christian Gille                                                         | 3'48"304 | Ungheria György Kozmann György Kolonics                                                       | 3'48"574 | Bielorussia Aljaksandr Bahdanovič Andrėj Bahdanovič                     | 3'40"087 |
| C4 200 m  | Russia Nikolai Lipkin Yevgeniy Dorokhin Evgeny Ignatov Ivan Shtyl                                | 35"150   | Bielorussia Dzmitry Vaitsishkin Dzmitry Rabchanka Kanstantsin Shcharbak Aleksandr Vauchetskiy | 35"456   | Ungheria Márton Joób Pál Sarudi Gábor Horváth Péter Balázs              | 35"889   |
| C4 500 m  | Bielorussia Aljaksandr Bahdanovič Andrėj Bahdanovič Aliaksandr Zhukouski Aliaksandr Kurliandchyk | 1'38"376 | Polonia Marcin Grzybowski Łukasz Woszczyński Arkadiusz Tonski Paweł Skowroński                | 1'39"286 | Germania Thomas Lück Stefan Holtz Robert Nuck Sebastian Brendel         | 1'39"359 |
| C4 1000 m | Bielorussia Aliaksandr Vauchetski Dzmitry Rabchanka Dzmitry Vaitsishkin Kanstantsin Shcharbak    | 3'30"666 | Ungheria Márton Metka Róbert Mike Gábor Balázs Mátyás Sáfrán                                  | 3'31"229 | Romania Nicolae Flocea Silviu Simiocencu Andrei Cuculici Josif Chirlǎ   | 3'34"439 |
| Kayak     |                                                                                                  |          |                                                                                               |          |                                                                         |          |
| K1 200 m  | Jonas Ems                                                                                        | 36"796   | Marek Twardowski                                                                              | 37"119   | Gergely Gyertyános                                                      | 37"432   |
| K1 500 m  | Tim Brabants                                                                                     | 1'42"653 | Anders Gustafsson                                                                             | 1'42"905 | Marek Twardowski                                                        | 1'43"450 |
| K1 1000 m | Eirik Verås Larsen                                                                               | 3'39"179 | Tim Brabants                                                                                  | 3'40"342 | Zoltán Benkő                                                            | 3'41"742 |
| K2 200 m  | Bielorussia Vadzim Machneŭ Raman Pjatrušėnka                                                     | 33"664   | Germania Tim Wieskötter Ronald Rauhe                                                          | 33"669   | Serbia Ognjen Filipović Dragan Zorić                                    | 33"915   |
| K2 500 m  | Germania Tim Wieskötter Ronald Rauhe                                                             | 1'33"906 | Bielorussia Vadzim Machneŭ Raman Pjatrušėnka                                                  | 1'34"436 | Polonia Adam Wysocki Tomasz Mendelski                                   | 1'36"235 |
| K2 1000 m | Ungheria Gábor Kucsera Zoltán Kammerer                                                           | 3'21"174 | Germania Rupert Wagner Andreas Ihle                                                           | 3'21"867 | Francia Cyrille Carré Philippe Colin                                    | 3'21"957 |
| K4 200 m  | Serbia Ognjen Filipović Dragan Zorić Bora Sibinkic Milan Djenadić                                | 31"088   | Bielorussia Vadzim Machneŭ Raman Pjatrušėnka Aljaksej Abalmasaŭ Dziamyan Turchyn              | 31"498   | Ungheria Viktor Kadler Gergely Gyertyános Balázs Babella István Beé     | 31"708   |
| K4 500 m  | Slovacchia Michal Riszdorfer Erik Vlček Juraj Tarr Richard Riszdorfer                            | 1'25"210 | Bielorussia Ruslan Bichan Dzianis Zhyhadla Siarhei Findziukevich Stanislau Strelchanka        | 1'26"729 | Ungheria Attila Csamango Gábor Bozsik Attila Boros Márton Sík           | 1'26"829 |
| K4 1000 m | Slovacchia Michal Riszdorfer Erik Vlček Juraj Tarr Richard Riszdorfer                            | 3'02"812 | Ungheria Ákos Vereckei Roland Kökény Gábor Horváth Lajos Gyökös                               | 3'03"372 | Polonia Marek Twardowski Adam Seroczyński Tomasz Mendelski Adam Wysocki | 3'03"812 |

### Donne
| Evento    | Oro                                                                          | Tempo    | Argento                                                             | Tempo    | Bronzo                                                                             | Tempo    |
| Kayak     |                                                                              |          |                                                                     |          |                                                                                    |          |
| K1 200 m  | Nataša Janić                                                                 | 42"459   | Anne Rikala                                                         | 43"448   | Inna Osypenko-Radomska                                                             | 43"468   |
| K1 500 m  | Katrin Wagner-Augustin                                                       | 1'53"985 | Katalin Kovács                                                      | 1'54"598 | Anne Rikala                                                                        | 1'55"218 |
| K1 1000 m | Sofia Paldanius                                                              | 4'08"410 | Katalin Kovács                                                      | 4'09"490 | Frederike Leue                                                                     | 4'09"530 |
| K2 200 m  | Germania Fanny Fischer Nicole Reinhardt                                      | 39"170   | Slovacchia Martina Kohlová Ivana Kmetová                            | 39"356   | Ungheria Melinda Patyi Tímea Paksy                                                 | 39"896   |
| K2 500 m  | Ungheria Tímea Paksy Dalma Benedek                                           | 1'46"714 | Germania Fanny Fischer Nicole Reinhardt                             | 1'47"191 | Polonia Monika Borowicz Dorota Kuczkowska                                          | 1'47"984 |
| K2 1000 m | Ungheria Danuta Kozák Gabriella Szabó                                        | 3'51"404 | Polonia Małgorzata Chojnaczka Ewelina Wojnarowska                   | 3'51"444 | Svezia Emma Andersson Annika Andersson                                             | 3'54"970 |
| K4 200 m  | Germania Katrin Wagner-Augustin Maren Knebel Conny Waßmuth Carolin Leonhardt | 37"202   | Ungheria Katalin Kovács Tímea Paksy Melinda Patyi Krisztina Fazekas | 37"312   | Svezia Josefin Nordlöw Sofia Paldanius Karin Johansson Anna Karlsson               | 37"892   |
| K4 500 m  | Germania Katrin Wagner-Augustin Maren Knebel Conny Waßmuth Carolin Leonhardt | 1'38"553 | Ungheria Katalin Kovács Tímea Paksy Melinda Patyi Krisztina Fazekas | 1'40"027 | Polonia Sandra Pawelczak Aneta Konieczna Ewelina Wojnarowska Małgorzata Chojnaczka | 1'40"305 |
| K4 1000 m | Ungheria Dalma Benedek Alexandra Keresztesi Krisztina Fazekas Tímea Paksy    | 3'27"060 | Germania Frederike Leue Marina Schuck Judith Hörmann Gesine Ruge    | 3'29"613 | Italia Alice Fagioli Alessandra Galiotto Fabiana Sgroi Stefania Cicali             | 3'29"726 |